# Pascal Ory
Pour les articles homonymes, voir Ory.
Pascal Ory, né le 31 juillet 1948 à Fougères en Ille-et-Vilaine (Bretagne), est un historien français membre de l'Académie française.
Orientant ses recherches vers l'histoire sociale de la France au cours de l'époque contemporaine, via son histoire politique et son histoire culturelle, il est professeur émérite d’histoire contemporaine à l'université Paris Panthéon-Sorbonne. Il a aussi enseigné à l’École des hautes études en sciences sociales (EHESS), à Sciences Po Paris et à l'Ina Sup. Depuis 2017, il écrit des chroniques sur la politique culturelle dans Le Journal des arts.

## Biographie

### Famille
Pascal Ory est né le 31 juillet 1948 à Fougères,, en Ille-et-Vilaine (Bretagne). Il est le fils de Jacques Ory, ancien séminariste, journaliste à Ouest France, chansonnier et poète.

### Études et années de formation
Dans le cadre de ses études secondaires, Pascal Ory étudie au lycée de garçons de Rennes, de nos jours le lycée Émile-Zola,,.
Agrégé d'histoire, il écrit son mémoire de maîtrise (1970) sur les Chemises vertes d'Henri Dorgères et l'extrémisme politique de la colère paysanne durant l'entre-deux-guerres, puis sa thèse d'Etat (1990) sur la politique culturelle du Front populaire.
Ancien pensionnaire de la fondation Thiers (76e promotion, de 1973 à 1976), il est assistant à l’École supérieure de guerre de Paris et à l'université de Paris X-Nanterre, enseignant à l'université Paris-IX et professeur à l'université de Versailles-Saint-Quentin-en-Yvelines, où il crée le département d’histoire, le DEA d’histoire sociale et culturelle et le Centre d’histoire culturelle des sociétés contemporaines, aujourd'hui Institut d’études culturelles.

### Carrière professionnelle
Élève de Jean Delumeau, puis de René Rémond qui fut son directeur de thèse, il est l’un de ceux qui ont, dès les années 1970, contribué à mieux définir l’histoire culturelle. À ce titre, il a fondé et préside l'Association pour le développement de l'histoire culturelle. Son enquête scientifique porte sur quatre axes : la culture, la nation, les mythologies du contemporain et le corps moderne. Ses premiers livres, écrits pour des raisons éthiques liées à la découverte des ambiguïtés de l’Occupation, portaient sur la Collaboration et se rattachent donc au second axe, mais dès cette époque, son identité universitaire portait principalement sur le premier. Il s'est intéressé au fascisme dès sa maîtrise.
Collaborateur régulier de la presse écrite et audiovisuelle, en particulier, depuis 1975, de Radio France (France Culture), il est, entre autres, administrateur de la Société civile des auteurs multimédia et fut, de 2009 à 2017, président de sa commission du répertoire de l’écrit, et pour l’année 2010-2011, son vice-président. En 2017, il a été élu président du Conseil permanent des écrivains, confédération des dix-huit associations françaises d'auteurs de l'écrit, chargé des intérêts des auteurs face aux administrations publiques et au Syndicat national de l'édition.
Membre du cabinet d’Émile Biasini, secrétaire d’État aux Grands Travaux de 1988 à 1993, il a été adjoint au maire PS de Chartres de 1995 à 2001 (Georges Lemoine, puis Jean-Louis Guillain), avant de se porter candidat du PS aux élections municipales de 2001.
Il est membre du Comité d'histoire du ministère de la Culture, du conseil scientifique de l'École nationale des chartes et du conseil scientifique des Rendez-vous de l'Histoire de Blois.
Il est membre du Haut Comité des commémorations nationales depuis sa création, en 1998, jusqu'à sa démission, en 2018,. En effet, il en démissionne, avec neuf autres membres sur douze, par une lettre collective publiée dans Le Monde en mars 2018. Ils protestent ainsi contre la décision de la ministre de la Culture, Françoise Nyssen, de retirer le nom de Charles Maurras du Livre des commémorations nationales 2018, alors que ce choix avait été préalablement validé,,.

### Autres activités
Pascal Ory est président du conseil scientifique de la Bibliothèque nationale de France (BNF) et président du conseil scientifique de la Fondation des Treilles.
Critique de bande dessinée pour les magazines Lire et L'Histoire, il est, par ailleurs, Régent du Collège de pataphysique,.
Il est élu le 4 mars 2021 à l'Académie française,, au fauteuil 32, réputé « maudit », précédemment occupé par François Weyergans. Il appartient également à sa commission du Dictionnaire.
Le Chancelier de l'Institut, Xavier Darcos, l'a nommé en 2023 directeur-conseiller scientifique de France Mémoire, le service en charge des commémorations nationales.

### Vie privée
Pascal Ory a été marié à Agnès Saal (1982-1986) — le couple a eu une fille —, puis à Anne Le Davay (1987-). Il est le père de quatre enfants.

## Publications
(Liste non exhaustive)

### Ouvrages
- Les Collaborateurs, 1940-1945, Paris, Éditions du Seuil, coll. « Points histoire » (no 43) (réimpr. 1978 (Bagneux, Ed Le Livre de Paris), 1980) (1re éd. 1977), VI-331 p. (ISBN 2-02-005427-2, présentation en ligne)
- La France allemande (1933-1945), Paris, Gallimard, coll. « Archives » (no 67), 1977, 274 p. Éd. rév. : Paris, Gallimard, coll. « Folio / Histoire » (no 67), 1995, 375 p. [aperçu en ligne]
Textes choisis et présentés. La 1re éd. a pour sous-titre Paroles du collaborationnisme français et la 2de Paroles françaises.
- Le Petit Nazi illustré, Paris, Albatros, coll. « Histoires / Imaginaires », 1979, 122 p. Éd. rev. et augm. d'une préface de Léon Poliakov : Paris, Nautilus, 2002, 96 p. [présentation en ligne].
La 1re éd. a pour sous-titre Une pédagogie hitlérienne en culture française : « Téméraire » (1943-1944) et la 2de  Vie et Survie du « Téméraire » (1943-1944).
- Nizan : Destin d'un révolté, Paris, Ramsay, 1980, 331 p.Éd. rev. et augm. d'une préface : Bruxelles, Complexe, coll. « Destins » , 2005, 281 p. [présentation en ligne] [autre présentation en ligne] [aperçu en ligne].
- Les Expositions universelles de Paris : Panorama raisonné, avec des aperçus nouveaux et des illustrations des meilleurs auteurs, Paris, Ramsay, coll. « Les Nostalgies », 1982, 157 p.
- L’Entre-deux-mai : Histoire culturelle de la France (mai 1968-mai 1981), Paris, Le Seuil, 1983, 287 p.
- L'Anarchisme de droite ou du mépris considéré comme une morale, le tout assorti de réflexions plus générales, Paris, Bernard Grasset, 1985, 289 p.
- 1889 : L'Expo universelle, Bruxelles, Complexe, coll. « Mémoire des siècles » (no 210), 1989, 153 p. [aperçu en ligne]
- Une nation pour mémoire : 1889, 1939, 1989, trois jubilés révolutionnaires, Paris, Presses de la Fondation nationale des sciences politiques, 1992, 282 p. (présentation en ligne)
- L'Aventure culturelle française. 1945-1989, Paris, Flammarion, 1989, 241 p.  (ISBN 9782080660756)
- La Belle Illusion : Culture et Politique sous le signe du Front populaire (1935-1938), Paris, Plon, coll. « Civilisation et mentalités », 1994, 1033 p. [présentation vidéo en ligne]
- Le Discours gastronomique français : Des origines à nos jours, Paris, Gallimard, coll. « Archives » (no 105), 1998, 203 p. [présentation vidéo en ligne] [autre présentation en ligne]
- L'Europe ? L'Europe. Saint-Simon, Moses Hess, Victor Hugo… (anthologie commentée), Paris, Omnibus, 900 p., 1998
- Du fascisme, Paris, Perrin, 2003, 293 p.  (ISBN 2-262-01980-0) ; éd. revue et augmentée, Perrin, coll. « Tempus », 374 p., 2010
- L’Histoire culturelle, Paris, PUF, 128 p., 2004
- Le Palais de Chaillot, Les grands témoins de l'architecture, éditions de la Cité de l’architecture et du patrimoine/Aristéas/Actes Sud, 2006
- Goscinny (1926-1977) : La Liberté d'en rire, Paris, Perrin, 2007, 307 p. [présentation vidéo en ligne] [autre présentation en ligne]
- L’Invention du bronzage : Essai d’une histoire culturelle, Paris, Complexe, 2008, 135 p. (présentation en ligne)
- La Culture comme aventure : Treize exercices d'histoire culturelle, Paris, Complexe, 2008, 302 p. (présentation en ligne)
- Grande encyclopédie du presque rien, Éditions des Busclats, 2010, 128 p.  (ISBN 9782361660031)
- Vie de Damoclès : Fragments, Éditions des Busclats, 2012, 144 p. [présentation en ligne]
- Ce que dit Charlie : treize leçons d'histoire, Paris, Gallimard, 2016, 248 p.  (ISBN 978-2-07-011433-7)
- Jouir comme une sainte et autres voluptés, Paris, Mercure de France, 2017, 184 p.
- Peuple Souverain. De la révolution populaire à la radicalité populiste. Collection Le Débat, Gallimard, octobre 2017.
- Qu'est-ce qu'une nation ? Une histoire mondiale, Gallimard, 2020.
- De la haine du Juif : essai historique, Paris, Bouquins, 2021, 162 p. (ISBN 978-2-38292-058-9).
- Ce Côté obscur du peuple, Bouquins, La Collection, 2022.
- Ce cher et vieux pays, Gallimard,  (ISBN 978-2073052506)

### Ouvrages en collaboration
- Avec Jean-François Sirinelli, Les Intellectuels en France de l'affaire Dreyfus à nos jours, Paris, Armand Colin, coll. « U », 1986, 263 p., 22 cm (ISBN 2-200-31223-7) ; rééd. Armand Colin, 1999, 264 p. ; rééd. revue et augmentée, Armand Colin, 2002 ; rééd. Paris, Perrin, coll. « Tempus », 435 p., 2004
- Avec Olivier Barrot, La revue blanche. Histoire, anthologie, portraits, Paris, U.G.E. 10/18, 1989 ; rééd. revue et augentée, Paris, U.G.E. 10/18, 1994, 345 p.,  (ISBN 2-264-00168-2)
- Contribution dans Régis Debray (dir.), La France à l’Exposition universelle de Séville : Facettes d'une nation, Paris, Flammarion, coll. « Fonds », 1992, 145 p., p. 176-178 Catalogue officiel du pavillon de la France.
- Théâtre citoyen : Du Théâtre du peuple au Théâtre du soleil, Avignon, Association Jean Vilar, 1995, 95 p. Choix de citations et d'illustrations : Melly Puaux. Ouvrage en corrélation avec l'exposition éponyme de la Maison Jean-Vilar, en juillet 1995.
- Jean Zay (1904-1944) : Le Ministre assassiné, Paris, Tallandier, 2015, 156 p. Biographie de Jean Zay co-écrite avec Antoine Prost.
- Avec Michel Pastoureau et Jérôme Serri, Les Couleurs de la France, Paris, Hoëbeke, 2016, 168 p.
- Participation à L'Autre Siècle : et si les Allemands avaient gagné la bataille de la Marne ?, uchronie dirigée par Xavier Delacroix, Fayard, 2018

### Direction d'ouvrages collectifs
- Nouvelle Histoire des idées politiques, Paris, Hachette, 1987, 643 p. (présentation en ligne)

- Olivier Barrot et Pascal Ory (préf. O. Barrot, postface P. Ory), Entre deux guerres : La création française entre 1919 et 1939, Paris, François Bourin, 1990, 631 p. (présentation en ligne) Chapitre « Le Crime de M. Lange », pp. 263-285.
- Albert Kahn (1860-1940) : Réalités d’une utopie, Boulogne-sur Seine, musée Albert-Kahn, 1995, 407 p. (présentation en ligne). Codirigé avec Jeanne Beausoleil. Plusieurs contributions.
- Pierre Larousse et son temps, co-direction avec Jean-Yves Mollier, Paris, Larousse, 549 p., 1995,  (ISBN 2-03-511312-1)
- Robert Abirached, Laurence Bertrand Dorléac, Jérôme Bourdon et al., La Censure en France à l'ère démocratique (1848-...), Bruxelles, Complexe, coll. « Histoire culturelle », 1997, 357 p. Direction, présentation et conclusions.
- Les Relations culturelles internationales au XXe siècle : De la diplomatie culturelle à l'acculturation, Bruxelles, Peter Lang, coll. « Enjeux internationaux », 2010, 693 p. [aperçu en ligne] Introduction (p. 18-23) [aperçu en ligne] et co-direction avec Anne Dulphy, Robert Frank et Marie-Anne Matard Bonucci.
- Dictionnaire des étrangers qui ont fait la France, avec la collaboration de Marie-Claude Blanc-Chaléard, Paris, Robert Laffont, 2013  (ISBN 978-2221113165)

### Articles de revues
- « L'histoire culturelle de la France contemporaine : question et questionnement », Vingtième Siècle : Revue d'histoire, vol. 16, no 1,‎ 1987, p. 67–82 (lire en ligne)
- « Le premier siècle de la Fondation Thiers », dans Fondation Thiers : Annuaire 1893-1993, Paris, Association des anciens pensionnaires et amis de la Fondation Thiers, 1993, 116 p. (lire en ligne), p. 9-25
- « Histoire du lycée sans nom et de ce qui s'ensuivit », dans Jean-Noël Cloarec (dir.) (préf. Paul Ricœur), Zola : Le « Lycée de Rennes » dans l'Histoire, Rennes, Apogée, 2003, 143 p. (présentation en ligne), p. 118-122

### Actes
- « Front populaire et création artistique », Bulletin de la Société d’histoire moderne, 15e série, vol. 73, no 8 « Supplément à la Revue d'histoire moderne et contemporaine no 3 »,‎ 1974, p. 5-21 (lire en ligne). Communication devant la Société d’histoire moderne du 6 janvier 1974.
- « Plus dure sera la chute. Les pavillons français aux Expositions universelles de 1939 », Relations internationales, no 33,‎ 1983, p. 81-90. Communication au colloque « Perception de la puissance en Europe occidentale » (université Paris-X, décembre 1981).
- « Introduction à l’ère du doute : la “puissance française” dans les représentations culturelles vers 1948 », dans René Girault et Robert Franck (dir.), La Puissance française en question : 1945-1949, Paris, Publications de la Sorbonne, coll. « Publications de la Sorbonne / Série internationale » (no 37), 1988, 471 p., p. 409-422 [aperçu en ligne]. Communication au colloque « L’image de la puissance vers 1948 » (université d'Augsbourg, avril 1984).

### Préfaces
- L'Arme de la culture : les stratégies de la diplomatie culturelle non gouvernementale, sous la direction de Jean-Michel Tobelem, Paris, L'Harmattan, 2007, 266 p.
- Édition établie et annotée par Bénédicte Vergez-Chaignon, Le Dossier Rebatet : “Les Décombres” : L'Inédit de Clairvaux, Paris, Robert Laffont, coll. « Bouquins », 2015, 1131 p. (ISBN 978-2-221-13305-7, OCLC 928218195, lire en ligne)
- Goscinny à New York, par Clément Lemoine, La Déviation, 2022.

## Distinctions

### Décorations
- Chevalier de la Légion d'honneur [4] (mars 2008)[25]
- Chevalier de l'ordre national du Mérite [26]
- Commandeur de l'ordre des Arts et des Lettres (janvier 2012)[27]
- Chevalier de l'ordre du Mérite culturel de Monaco[28].

### Récompense
- Grand prix Gobert 2018 de l'Académie française[29],[5]

### Documents audio ou audiovisuels
- Patrick Hesters, « Interview de Pascal Ory à propos de Tintin au pays des Soviets de Hergé et de la polémique à ce sujet » [vidéo], JA2 dernière, sur Institut national de l'audiovisuel, Antenne 2, 19 novembre 1981, 2 min 31 s.
- Olivier Barrot, « Pascal Ory : La Belle Illusion » [vidéo], Un livre, un jour, sur ina.fr, France 3, 21 mars 1994, 1 min 49 s.
- « Pascal Ory sur la position de Hergé pendant la guerre » [vidéo], Le Cercle de minuit, sur ina.fr, France 2, 20 octobre 1994, 1 min 59 s.
- Olivier Barrot, « Pascal Ory : Le Discours gastronomique » [vidéo], Un livre, un jour, sur ina.fr, France 3, 6 mars 1999, 1 min 55 s.
- Pascal Ory, « Qu'est-ce que l'histoire culturelle ? », conférence no 111 [vidéo], L'Université de tous les savoirs, sur Canal-U, FMSH, 20 avril 2000, 1 h 13 min.
- Olivier Barrot, « Pascal Ory : Goscinny, la Liberté d'en rire », entretien avec Pascal Ory [vidéo], Un livre, un jour, sur ina.fr, France 3, 4 décembre 2007, 2 min 42 s.
- « Faut-il republier les textes antisémites du XXe siècle ? », entretien avec Pascal Ory et Florent Brayard [audio], La Grande Table, sur France Culture, Radio France, 13 octobre 2015, 34 min.
- Anne Sinclair, « Pascal Ory », interview intégrale [audio], L'Interview d'Anne Sinclair, sur Europe 1, Lagardère News, 9 janvier 2016, 19 min 13 s :
  - « Attentats : quelle différence entre janvier et novembre ? », extrait [vidéo], sur YouTube, Europe 1, 3 min 18 s ;
  - « Le terrorisme : religieux ou politique ? », extrait [vidéo], sur youtube.com, Europe 1, 3 min 52 s.